# 徐学成
徐学成（1928年12月9日—2019年11月1日），江苏武进人，中国第一代职业字体设计师。上海市非物质文化遗产项目“汉字印刷字体书写技艺”代表性传承人。徐学成曾主导了黑一体、黑二体等诸多汉字字体的设计，参与中国大陆新字形规范的制定，也为字体设计理论和历史的积累做出了重要的贡献。

## 生平
徐学成于1928年12月9日（农历十月二十八日）出生于江苏省武进县一户农民家庭，在家中兄弟姐妹7人裡排行第3。徐学成早年于农村私塾读书，后来其母亲认为他读书没什么出路，同时也为了避免被国民党强征入伍，于是托亲戚介绍到上海一家机器厂做了两年钳工，徐学成的长兄于心不忍，于是在1948年以徐学成的名义报考镇江一童子军训练班并通过考核，徐学成在此学习约3个月，在此期间对美术字产生兴趣。1949年训练班解散，徐学成转而就读于无锡苏南公学，毕业后历任武进县湖塘镇政府文书、邵舍村小学教师，翌年被调往蒋湾乡大巷村任校长。在工作期间，徐学成承担了大量绘制标语的工作。
1951年，徐学成结婚，并在长兄鼓励与妻子支持下报考苏州美术专科学校，因为此前的教育基础，徐学成直接从第三年的素描课程读起。1952年，苏州美术专科学校并入华东艺术专科学校，徐学成也随之转入该校美术系。在校期间徐学成担任了学生会宣传干事，美术字的绘制水平进一步提高。1954年7月毕业后，徐学成先后于新知识出版社、上海人民出版社从事装帧设计工作。时任上海人民出版社装帧设计室主任任意曾对徐学成有所启发。
1960年，徐学成调入成立伊始的上海印刷技术研究所字体研究室，成为中国第一代职业字体设计师。1961至1964年，徐学成担任黑体字设计组组长，与副组长周今才主持了黑一体、黑二体的设计，分别应用于《辞海》和《毛泽东选集》，同时参与编制了《印刷通用汉字字形表》，确立中国大陆印刷字体的字形规范，之后又于1965年主导了宋黑体的设计。
“文化大革命”开始后，字体研究室接到为毛泽东著作设计“经典著作体”的工作，徐学成认为应以古代的刻本作为参考设计新字体，并以《康熙字典》中的宋体字为蓝本设计了字样。字体研究室将几位设计师设计的字样排印后分别向国棉十七厂、顾阿桃、东海舰队等工农兵代表征求意见，最后徐学成的设计得票最多。整套字体设计完成后被定名为“宋七”，但因种种原因，没有实际投入应用。1968年，字体研究室被撤销，徐学成于1970年被下放到上海字模一厂，在厂内的画稿组从事字体绘制工作。
1978年字体研究室恢复，徐学成重新回到字体研究室。曾于1980年代初与上海字模一厂、湖北丹江605厂协作为蒙纳激光照排系统主持重修黑、宋、仿、楷、标题宋5款中文字体，获得1983－1984年文化部科技成果二等奖、1987年度新闻出版署科学技术进步二等奖，后与解放军第二炮兵第二研究所协作设计点阵字模，获得1987年国家标准局科学进步奖一等奖、1988年国家科学技术进步奖二等奖。1984年4月，徐学成参加第一届全国印刷新字体评选会，其4件参赛作品分别获得二、三等奖。1987年，徐学成被评为副编审职称，并于同年参与日本森泽举办的国际印刷字体设计大赛森泽奖，其参赛作品“新宋体”被评为佳作奖，后被森泽开发为日文字体“徐明”。
徐学成于1988年退休后，被多家字体厂商聘为设计顾问，还曾担任第一、二届“北大方正奖”印刷字体设计大赛评委。2009年，上海印刷技术研究所申报的“汉字印刷字体书写技艺”列入第二批上海市非物质文化遗产项目名录，徐学成于2010年被评为代表性传承人。除字体设计实践以外，徐学成还致力于撰写关于字体设计理论和历史的文章与专著，直至晚年也仍旧笔耕不辍。2019年11月1日5时45分，徐学成于上海逝世，享壽90岁。

## 主要作品

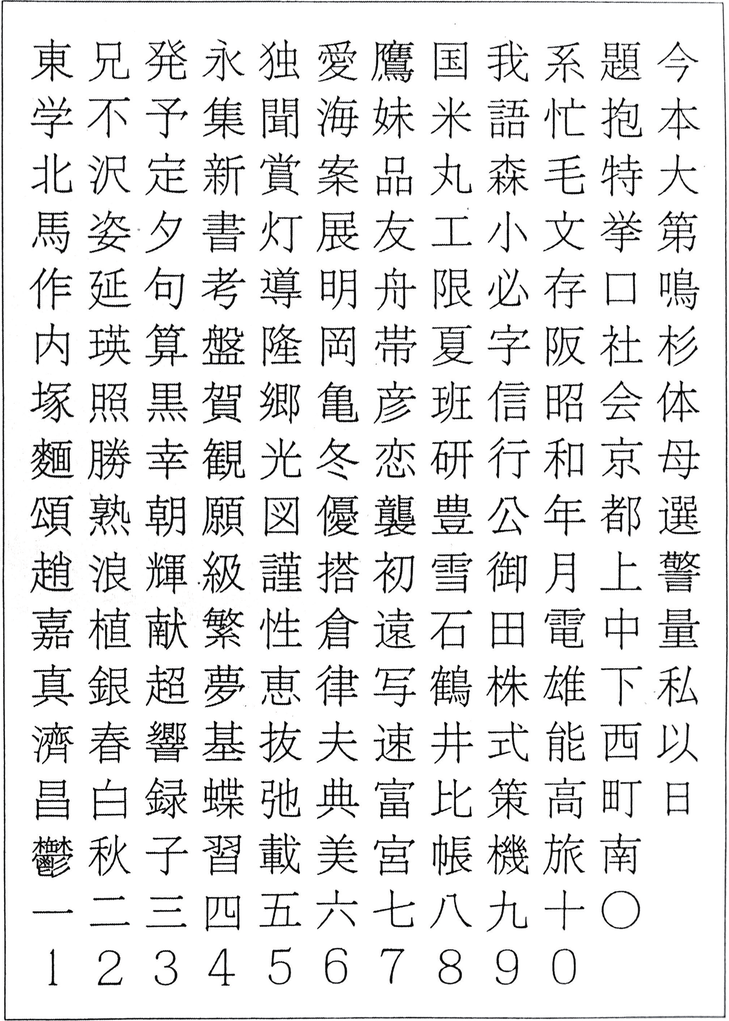
徐明体样张

- 黑一体（1961年）
- 黑二体（1963年）
- 宋黑体（1965年）[4]
- 宋七体（1967－1968年，数字化中）[16]
- 新宋体/徐明（1987年）

## 获奖记录
- 1984年：第一届全国印刷新字体评选会二等奖（老宋体）、三等奖（双饰线体、扁美术体、扁空心立体字）[12]
- 1985年：文化部科技成果二等奖（激光照排系统用精密型中文数字化字库、字体及文字数字化仪剖析，与郑承梁、王勤模、谢培元、张家声、朱林生共同获奖[4]）[10]
- 1987年：国际印刷字体设计大赛森泽奖佳作奖（新宋体/徐明）、新闻出版署科学技术进步二等奖[10]、国家标准局科学进步奖一等奖（信息交换用汉字15×16、24×24点阵字模集及数据集，与杜松年、张品高、谢培元共同获奖[11]）
- 1988年：国家科学技术进步奖二等奖（信息交换用汉字15×16、24×24点阵字模集及数据集）[6][4]

## 著作
- 《怎样写好美术字》（1987年，朝花美术出版社，与郑华丰合著）
- 《美术字技法与应用》（1998年，上海书店出版社，ISBN 7806222952）
- 《美术字荟萃》（2000年，上海人民美术出版社，ISBN 753222581X）
- 《活字设计笔耕一生——徐学成文集》（2015年[17]，上海市新闻出版局内部资料）[5]